# Lophocampa maroniensis
Lophocampa maroniensis är en fjärilsart som beskrevs av William Schaus 1905. Lophocampa maroniensis ingår i släktet Lophocampa och familjen björnspinnare. Inga underarter finns listade i Catalogue of Life.